# Борщаговський Олександр Михайлович
Борщаго́вський Олекса́ндр Миха́йлович (1 (14) жовтня 1913, Біла Церква, Київська губернія, Російська імперія — 4 травня 2006, Москва, Росія) — радянський український і російський письменник, драматург, сценарист, театрознавець, літературний критик.

## Біографічні відомості
Народився в Білій Церкві у сім'ї журналіста. У 1935 році закінчив Київський театральний інститут, а у 1940 — аспірантуру при інституті. У різний час завідував літературною частиною київських театрів імені Івана Франка та імені Лесі Українки. Член КПРС з 1940.
Фронтовик. Брав участь у обороні Сталінграда. Був нагороджений орденом Вітчизняної війни ІІ ступеня, медалями.
У 1940-х роках працював заступником редактора газети «Радянське мистецтво», у 1945–1946 був також начальником сценарного відділу Київської кіностудії художніх фільмів. Згодом переїхав до Москви, де завідував літературною частиною Театру Радянської армії, співпрацював з «Мосфільмом». У 1949 році став одним з «персонажів» розносної статті «Про одну антипатріотичну групу театральних критиків» у газеті «Правда», з якої в СРСР почалася кампанія проти «безрідних космополитів». Був виключений з партії та на деякий час позбавлений роботи. У подальшому займався літературною діяльністю; за часів «перебудови» виступав з викриттям свавілля сталінської доби у сфері театру та драматургії.
Помер у Москві, похований на Востряковському кладовищі.

## Творчий доробок
Розпочав літературну діяльність у 1933 році.
Був автором низки розвідок та критичних статей, присвячених українському театру і драматургії: «Театральні ідеї Шевченка» (1939), «Шевченко-драматург» (1940), «Драматичні твори Івана Франка» (1946), «Амвросий Максимилианович Бучма» (1947), «Драматургія Тобілевіча» (1948). У книзі «Шевченко і театр» (у співавторстві, Київ, 1941) висвітлено погляди Тараса Шевченка на театр і драматургію, проаналізовано його драматичні твори, розкрито сценічну історію драми «Назар Стодоля» і поетичних творів Шевченка, перероблених для сцени.
Створив численні прозові твори (зокрема, історичні та історико-біографічні), а також декілька п'єс і кіносценаріїв, один з яких покладено в основу відомого фільму «Три тополі на Плющисі» (1967).
У творах Олександра Борщаговського відображено драматичні події в Києві часів нацистської окупації 1941–1943 років. Повість «Тривожні хмари» («Тревожные облака», 1958) подає белетризовану версію «матчу смерті»; екранізація — художній фільм «Третій тайм» (1962). П'єса «Дамський кравець» («Дамский портной», 1980) зображає киян напередодні розстрілу в Бабиному Яру; неодноразово поставлена у різних театрах, екранізована у 1990 році (художній фільм «Дамський кравець»).

## Фільмографія
Сценарист, автор екранізованих творів:
- «На острові Дальному…» (1957, у співавт.)
- «Льодохід» (1962, у співавт.)
- «Третій тайм» (1962)
- «Три тополі на Плющисі» (1967)
- «Гладіатор» (1969, у співавт.)
- «Тільки три ночі» (1969)
- «Потяг у завтрашній день» (1970, у співавт.)
- «Берег вітрів» (1971, у співавт.)
- «Зійти на берег» (1972, у співавт.)
- «Скляне намисто» (1973)
- «Двері без замка» (1973)
- «Іван Бабушкін» (1985)
- «Дамський кравець» (1990)
- «Діти прокидаються рано...» (1996)